# Alashankou
Alashankou (en chino, 阿拉山口市; pinyin, Ālāshānkǒu; literalmente, ‘paso Ala'taw’) también conocida por su nombre mongol de   Alataw (en mongol: Алатау, romanizado: Alataw, lit. 'colorido'; en chino, 阿拉套; pinyin, Ālātào) es un municipio bajo la administración directa de la Prefectura Bortala en la Región autónoma de Sinkiang, República Popular China. Su área es de 1249 km² y su población total para 2010 superó los 40 mil habitantes.

## Administración
Desde octubre de 2019, el municipio Alashankou se divide en 2 pueblos que se administran en 1 subdistrito y 1 poblado.